# Parapsyche turbinata
Parapsyche turbinata är en nattsländeart som beskrevs av Schmid 1968. Parapsyche turbinata ingår i släktet Parapsyche och familjen ryssjenattsländor. Inga underarter finns listade i Catalogue of Life.